# Gábor Baross
Dans le nom hongrois Baross Gábor, le nom de famille précède le prénom, mais cet article utilise l’ordre habituel en français Gábor Baross, où le prénom précède le nom.
Gábor Baross de Bellus, né le 6 juillet 1848 à Pruzsina et mort le 9 mai 1892 à Budapest  est un homme politique hongrois (aux racines slovaques) ayant marqué la politique des transports publics dans son pays. Surnommé le « ministre du fer » (vasminiszter), il contribue notamment avec sa charge des affaires économiques et des transports, au développement considérable du chemin de fer en Hongrie. Il est également connu pour les aménagements réalisés aux Portes de Fer sur le Danube.